# Steiger Tractor
La Steiger Tractors è un'azienda di trattori statunitense.

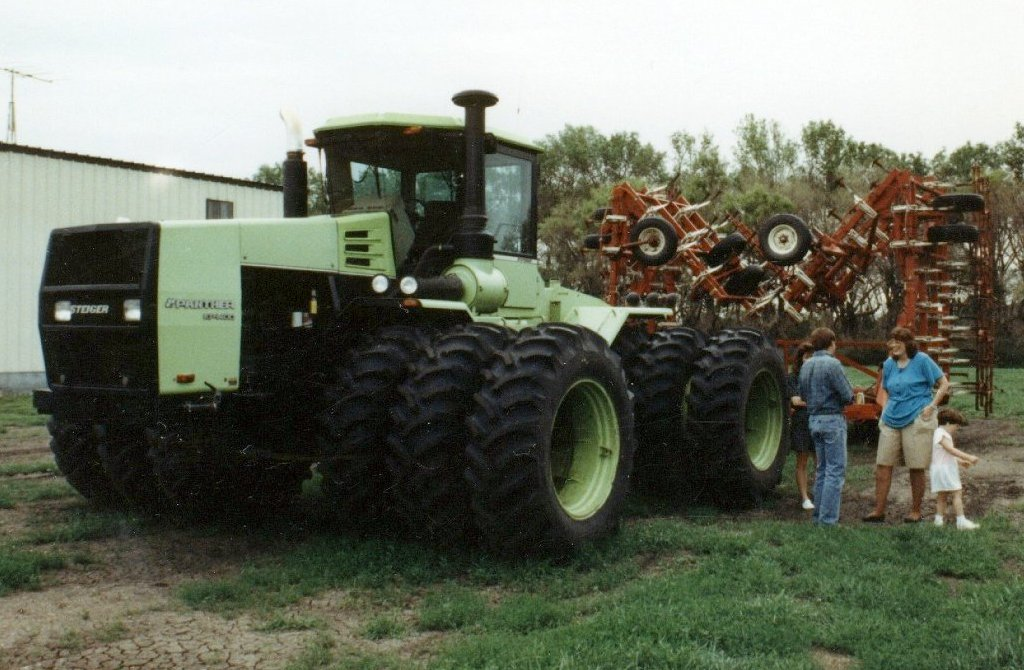
"Steiger Panther" con ruote triple in una foto del 1990 nel midwest

## Storia
Fu fondata a metà degli anni cinquanta del XX secolo da Douglas e Maurice Steiger, fratelli agricoltori del Minnesota a Red Lake Falls. Volevano dotarsi di un trattore 4x4 e se ne crearono uno in proprio. Gli Steiger ne fabbricarono un altro e lo vendettero al proprio vicino nel 1958. La domanda crebbe, iniziarono una produzione in piccola serie a Thief River Falls. Fin dall'inizio i fratelli Steiger assunsero come colore istituzionale un "neon chartreuse", diverso da tutti gli altri costruttori dell'epoca.
La sede dell'azienda della Steiger Farms si spostò a Fargo nel 1969. 
Sotto la guida del CEO Eugene Dahl (Vice president Purchasing della Melroe Company di Gwinner) ebbero un notevole successo commerciale. Negli anni settanta la International Harvester di Chicago comprò il 30% della compagnia. Questa quota venne ceduta alla Deutz-Fahr tedesca nel 1982.
Steiger costruì trattori anche per Ford e Allis-Chalmers. Diede in licenza all'ungherese RÁBA alcuni modelli, creando trattori RÁBA e RÁBA-Steiger. Anche la francese Vandel costruì su licenza Steiger.
Jack Johnson, già presidente di Steiger, creò la Titan Tractors a Fargo con riproduzioni e retrofit di vecchi Steiger.
Case IH, di proprietà della Tenneco, acquistò la Steiger nel 1986. Il marchio Steiger scomparve per poco ma venne ripreso per identificare i trattori 4x4 come flagship. Il modello del 2009 Case STX Steiger ne è un esempio.

## Modelli

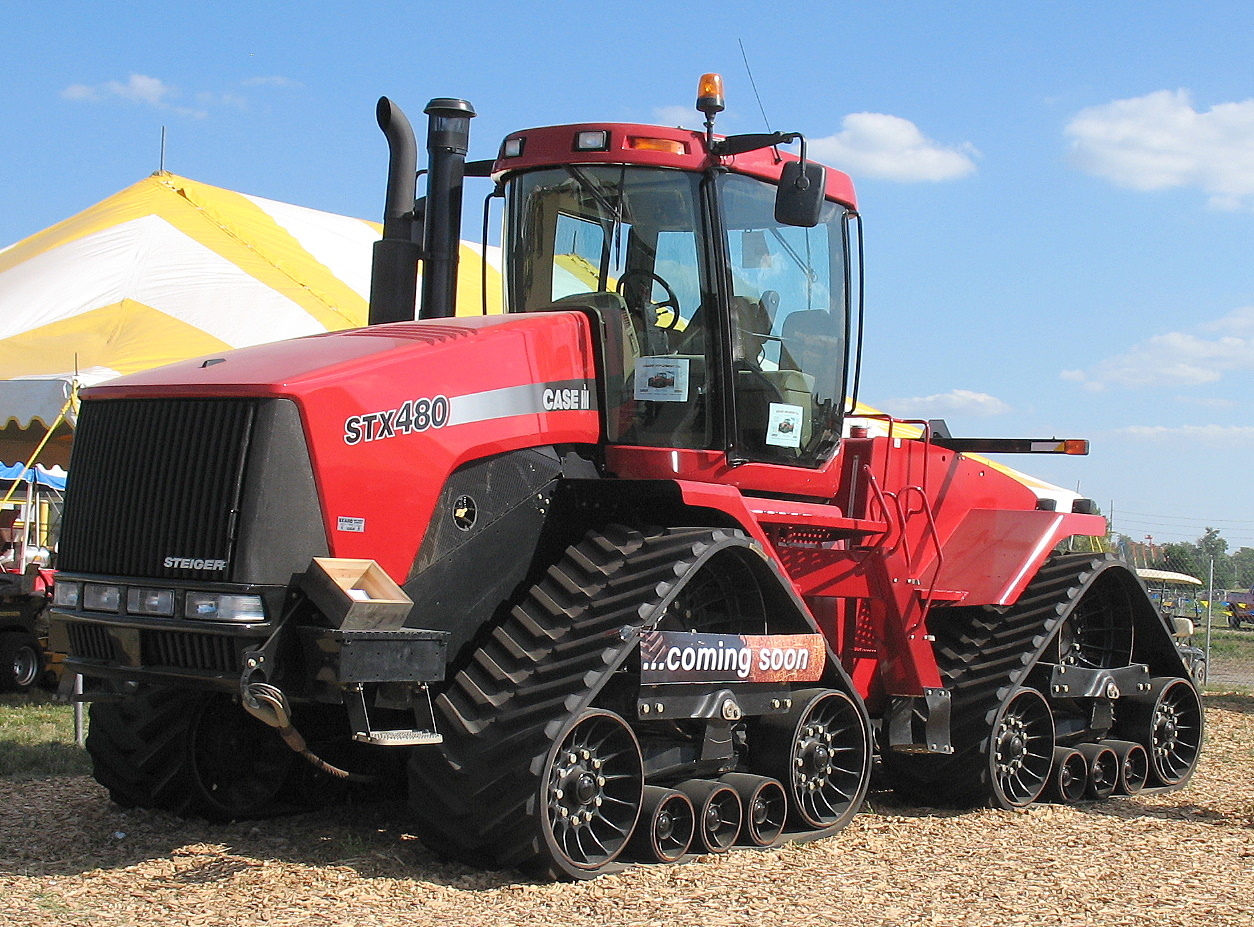
Un trattore Case STX 480 Steiger

Serie principali e periodi di produzione
- Serie Barn, 1963-1969
- Serie I, 1969-1974
- Serie II, 1974-1976
- Serie III, 1976-1983
- Serie III PT/PTA, Serie PT 1977-1981
- Serie PTA 1978-1982
- Ford Serie FW, 1978-1982
- Serie Industrial, 1982-1984
- Serie IV, 1983-1985 (Tiger IV prodotto dal 1984 al 1988, fine produzione con il nome di Case International 9190)
- Serie 1000, 1983-1986
- Serie 9100, 1986-1989
- Case STX Steiger